# НЕКВА або Проблема віків
НЕКВА або Проблема віків (англ. NEQUA or The Problem of the Ages) — одна з перших феміністичних науково-фантастичних книжок, виданих у Сполучених Штатах. ВВперше твір було опубліковано в газеті Equity. У 1900 році в Топеці, штат Канзас, було опубліковано два видання. На титульній сторінці зазначено автора — Джека Адамса. Джек Адамс — псевдонім.

## Сюжет
У тексті твору з'ясовується, що Джек Адамс — насправді жінка (Кессі), яка переодягається в чоловічий одяг і вже кілька років шукає свого судженого в різних океанських подорожах. Їй так добре вдається перевтілюватися на чоловіка, що вона навіть працює на капітанів кораблів. Подорож, описана в «Некві», відбувається в Арктиці, де корабель потрапляє в крижану пастку. Після кількох жахливих пригод корабель звільняється і продовжує пливти на північ. Капітан корабля Рафаель Ганоа (наречений Кассі) з подивом виявляє, що коли вони досягають певного місця, яке має бути близько до північного полюса, компаси показують, що корабель несподівано рухається на південь.
Насправді вони відпливли всередину Землі, де зустріли альтруріанців — суспільство, яке розвинулося в більш кооперативне, ніж ті, що живуть ззовні Землі. Окремі члени Альтруріанського суспільства описують, як відбувалася еволюція Альтруріанського суспільства. Ці пояснення відображають популістську думку того часу з певними феміністичними нахилами, надаючи тональності політичного роману.
Джек Адамс розкриває свою таємницю та отримує догану від нареченого, капітана Гано, за те, що порушив кілька умовностей, які існують у позаземному суспільстві. Джек Адамс/Кессі Ван Несс, яку тепер називають Неквою (що означає «вчителька»), бере рукопис, який вона написала про цю подорож, і відлітає на одному з нових літаків у зовнішній світ, щоб опублікувати рукопис, який ви читали.

## Історія
Компіляції, які включали інформацію про Некву, призвели до непорозумінь щодо авторства книги. Стаття «Новий світ, який створила Єва: Феміністичні утопії, написані жінками дев'ятнадцятого століття» авторства Барбари Квісселл, яка з'явилася в книзі Кеннета Румерса «Америка як утопія», розглядає А. О. Грігсбі як жінку-письменницю.
У «Науковій фантастиці, перші роки: повний опис понад 3000 історій» Еверетт Франклін Блейлер дає короткий опис і перераховує авторів як Алканоан О. Грігсбі, чоловік, і Мері П. Лов, жінка.
А. О. Грігсбі (Alconoan O. Grigsby) був популістом, а пізніше соціалістом, який з 1890-х до 1900-х років був редактором кількох газет. Мері П. Лов була редакторкою The New Woman, газети про виборче право жінок, і співредакторкою разом з А. О. Грігсбі Equity, популістської газети, повні видання якої доступні на мікрофільмі в Канзаському державному історичному товаристві.
У першому виданні «Некви» власниками авторських прав були вказані А. О. Грігсбі та Мері П. Лов. У першому виданні також було надруковано пояснення, що доктору Т. А. Х. Лов належать оригінальні ідеї, знайдені в «Некві».
Доктор Т. А. Х. Лов вивчала еклектичну медицину в Еклектичному медичному інституті в Цинциннаті. «Неква» містить багато ідей, подібних до інших книг про порожнисту землю, зокрема книги під назвою «Мізора». «Мізора» вперше з'явилася в серійній формі в газеті Cincinnati Commercial, тоді як доктор Лов була зарахована до Еклектичного медичного інституту. Два інших лікаря-еклектика також писали підземну фантастику.
Джон Урі Ллойд був викладачем на кафедрі фармації в Еклектичному медичному інституті в Цинциннаті. Він написав книгу «Етидорфа, або межа Землі», у якій були елементи таємних масонських ритуалів і алхімії, вплетені у всю книгу. Сайрус Тід також був лікарем Еклектичного інституту, який проповідував існування світу всередині землі. Він став лідером Корешаніти, яка побудувала комуну у Флориді.
За даними Worldcat, «Неква» у друкованому вигляді належить лише одинадцяти бібліотекам. Через 115 років інтерес до її політичних і соціальних ідей знову зріс в Інтернеті. Третє видання, опубліковане 2015 року видавництвом Green Snake Press, містить новий вступ та епілог, що складається з довідкових матеріалів про осіб, які спочатку брали участь у написанні та публікації «Некви». Авторські права належали редакторам і видавцям газет, які були політичними організаторами, які використовували друковане слово для просування своєї політичної справи. «Некву» було опубліковано онлайн у 2017 році.